# Polcevera-Viadukt
Das Polcevera-Viadukt (italienisch Viadotto Polcevera oder umgangssprachlich Ponte Morandi bzw. deutsch Morandi-Brücke und Ponte delle Condotte) war eine innerstädtische vierspurige Autobahnbrücke der mautpflichtigen Autostrada A10 in Genua, Italien. Die Schrägseilbrücke wurde von Riccardo Morandi geplant und von 1962 bis 1967 errichtet. Am 14. August 2018 stürzte der westliche der drei Pylone mit einem etwa 250 Meter langen Teilstück der Fahrbahn ein, wodurch 43 Menschen starben.
Die zwei verbliebenen Pfeiler wurden am 28. Juni 2019 gesprengt.
Die Brücke war – neben ihrer Bedeutung als Teil des Autobahnsystems zum Beispiel für den Transitverkehr nach Frankreich – auch von großer Bedeutung für Genua: Sie verband den Ost- mit dem Westteil der Stadt und gehörte zur Zufahrtsstrecke zum Hafen, dem größten in Italien. Bis zu 1000 Lastwagen pro Stunde und mehr als 25½ Millionen Autos pro Jahr fuhren über die Brücke; viele der Einwohner Genuas nutzten die Brücke täglich. Laut der Zeitung La Repubblica bedrohte der Einsturz der Brücke nicht nur die regionale ligurische Wirtschaft, sondern hätte auch schwerwiegende Auswirkungen auf die gesamte italienische Wirtschaft.
Im November 2019 wurde bekannt, dass Manager von Atlantia, dem Mutterkonzern der Betreibergesellschaft, seit 2014 wussten, dass die Brücke einsturzgefährdet war.

## Lage
Das Polcevera-Viadukt stand im Val Polcevera zwischen den Stadtteilen Sampierdarena und Cornigliano am Ende der A 7 von Mailand nach Genua und bildete den Beginn der A 10 von Genua nach Ventimiglia und Nizza.

## Beschreibung
Die Schrägseilbrücke mit drei ca. 90 m hohen Pylonen überspannte in 42 m Höhe mit dem (von Osten nach Westen) ersten, 212 m langen Brückenfeld einen ehemaligen Rangierbahnhof, mit dem zweiten, 220 m langen Feld die Wohnblocks der Via Enrico Porro, die Bahnstrecke Turin–Genua sowie das nördliche Ende des Rangierbahnhofs Genova Sampierdarena Smistamento und mit dem äußeren, 126 m langen Feld den Torrente Polcevera samt seinen Uferstraßen und Gewerbegebäuden. Anschließend überquerte das Viadukt mit aufgeständerten Rampen ein Gewerbegebiet und endete in einem langgestreckten Bogen vor dem ersten Tunnel der A 10.

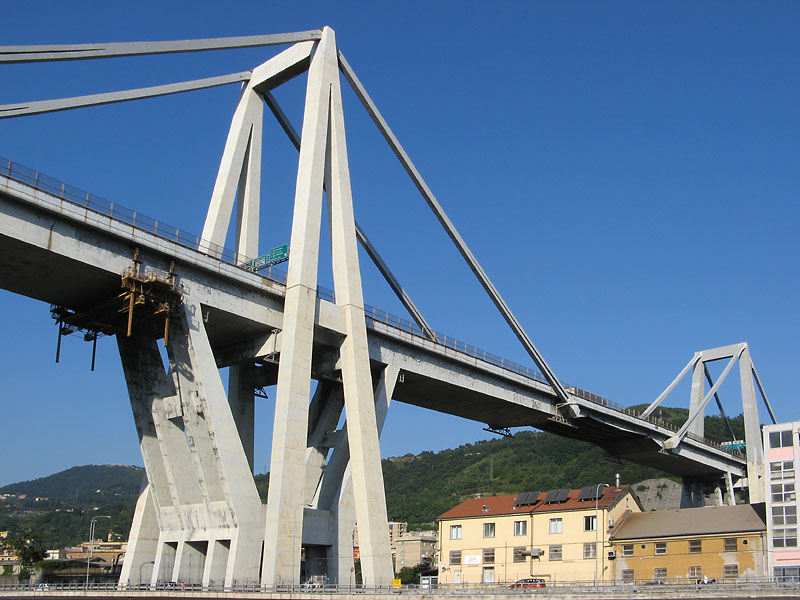
Der 2018 eingestürzte Pylon mit den einbetonierten Stahlseilen (2008)

Die Brücke ist zeitlich nach Morandis Brücke über den Maracaibo-See (1962 fertiggestellt) in Venezuela und vor der Brücke über das Wadi al-Kuf (1971) in Libyen einzuordnen.
Bei diesen drei Brücken verwendete Morandi die gleichen Konstruktionselemente: Die Pylone bestehen aus zwei neben der Fahrbahn angeordneten A-förmigen Strukturen aus Stahlbeton, die nur an ihrer Spitze und unter der Fahrbahn durch Querriegel miteinander verbunden sind. Sie haben die erforderliche Steifheit, um die veränderlichen Lasten aufzunehmen, die entstehen, wenn über die Brücke fahrende Fahrzeuge zunächst das Brückendeck vor dem Pylon, anschließend den Teil hinter ihm belasten. Zu dem gleichen Zweck wird das Brückendeck durch die zwischen den Pfeilern der Pylone angeordneten, V-förmigen Strukturen aus Stahlbetonstäben gestützt.
Die Schrägverspannungen bestehen aus Drahtseilen, die vorgespannt in einem quadratischen Betonstab eingebettet sind, wodurch Schwingungen der Seile vermieden werden, die vor allem die Seilverbindungen an den Pylonen und am Brückendeck beanspruchen. Die Bauweise dient darüber hinaus dem Korrosionsschutz und wurde von Morandi auch aus ästhetischen Gründen gewählt. Wegen der Bündelung der Schrägseile wird die Brücke auch dem Typ der Zügelgurtbrücken zugeordnet. Im Zuge einer Überholung des Polcevera-Viadukts wurden die Betonstäbe des östlichen Pylons durch außen angebrachte Spannseile verstärkt.
Das Brückendeck ist nicht durchlaufend. Die Schrägverspannungen jedes Pylons tragen eine konstruktiv eigenständige Spannbeton-Hohlkastenkonstruktion, die nur wenig über die Seilverbindungen auskragt. Der verbleibende Zwischenraum zum Hohlkasten am nächsten Pylon wird wie bei einem Gerberträger durch einen Plattenbalken-Einhängeträger geschlossen.
Die V-förmigen Strukturen werden in ähnlicher Form auch als Ständer der Rampenbrücke verwendet. Dort tragen sie jeweils einen Plattenbalken, der nur wenig über die Ständer auskragt, während die Zwischenräume wiederum durch einen Einhängeträger überbrückt werden.
Bei späteren Schrägseilbrücken von Morandi wie dem Viadotto Ansa del Tevere und der Carpineto-Brücke wurden die Schrägseile ebenfalls zu Gurten gebündelt, sie sind jedoch auf einer Seite im Boden verankert und nur auf einer Seite mit dem Fahrbahnträger verbunden. Bei der Maracaibo-Brücke gab es keine Betonummantelung der Tragseile, dafür aber bei der Wadi-al-Kuf-Brücke. Svensson behandelt sie in seinem Buch über Schrägseilbrücken unter dem Kapitel Schrägseilbrücken mit Betonabspannung (womit die Betonummantelung der Tragseile gemeint ist, die Zügelgurte). Die meisten Schrägseilbrücken wurden und werden mit mehreren Seilen ausgeführt, die in verschiedenem Abstand vom Pylon am Fahrbahnträger befestigt sind, diese Entwicklung hatte Morandi aber auch in den 1970er Jahren nicht mitbeschritten.

## Kritik an der Konstruktionsweise und Messungen an der Brücke
Schon seit den 1970er Jahren gab es Probleme mit dem Kriechen des Betons, was zu ständigen Nachregulierungen zwang, um zum Beispiel die Fahrbahn halbwegs horizontal zu halten. Das Kriechen war nach dem Bauingenieursprofessor Antonio Brencich von Morandi nicht im Entwurf berücksichtigt worden. Außerdem seien die Spannbetonstäbe, die die Tragseile umgeben, aufgrund ihrer schlanken Struktur nur mit geringer Vorspannung ausführbar gewesen. Die Vorspannung übt Druck von beiden Seiten auf den Stab aus und wirkt damit der Zugspannung an dessen Unterseite entgegen (Beton kann nur wenig Zugkräfte aufnehmen, es kommt sonst leicht zu Rissbildung). Morandis Brücke über das Wadi al-Kuf mit demselben Bauprinzip in Libyen wurde aufgrund von Schäden 2017 für den Verkehr gesperrt.
Auch andere Ingenieure machten die Spannbetonbalken um die Tragseile als grundsätzliche Schwachstelle bei Morandis Entwürfen aus, insbesondere da sie die Tragseile der direkten Sichtkontrolle entzogen. Außerdem führt die Bündelung der Schrägseile (Prinzip einer Zügelgurtbrücke) in dem Balken dazu, dass bei einem Gesamtversagen des Balkens gleich der ganze Pylon einstürzt. Fehlende konstruktive Redundanz war nach Ansicht von Brückenbauexperten in den 1960er Jahren nichts Ungewöhnliches, die Folge waren dann meist erhöhte Unterhaltskosten in späteren Jahren. Brencich kritisiert die Konstruktion der Brücke schon seit längerem, nannte sie im Mai 2016 in einem Fernsehinterview mit Primocanale ein „Versagen der Ingenieurwissenschaft“ und befürwortete einen Abriss wegen des altersbedingten Verfalls und der hohen auflaufenden Reparaturkosten.
Um die Integrität der Tragseile zu testen, wurden in den 1990er Jahren Reflexionsmessungen und Potentialfeldmessungen mittels Elektroden an Tragseil und Betonoberfläche durchgeführt. Außerdem wurden endoskopische Sichtkontrollen am östlichen Pylon (Nr. 11) durchgeführt, die eine starke Schädigung durch Oxidation ergaben. Einzelne Fasern waren locker, was auf einen Bruch weiter oben im Tragseil schließen ließ. In einem Gutachten der Universität Genua Anfang der 2000er Jahre zur Brücke war auf das grundsätzliche Problem erhöhter Korrosion durch die Nähe des Meeres und Industrieabgase hingewiesen worden. Morandi selbst hatte 1979 vor Korrosion durch die Nähe des Meeres und Abgase eines nahen Stahlwerks gewarnt und mahnte kontinuierliche Reparaturen an, den grundsätzlichen Entwurf der Brücke hielt er aber für solide.
Nach Untersuchungen wurden 1993 Sanierungsarbeiten am östlichen Pylon durchgeführt. Ingenieur Gabriele Camomilla, Direktor der Abteilung Forschung und Unterhalt der Autobahnen, war verantwortlich für die Ausführung und ersetzte die vier Tragkabel des östlichen Pylons durch 48 Kabel, die allesamt kontrollierbar und einzeln austauschbar waren. Der beratende Ingenieur Francesco Pisani war damals mit der Sanierung des östlichen Pylons befasst und erinnerte sich, dass man ihm in den 1990er Jahren sagte, der westliche Pylon (Nr. 9) sei geprüft worden und in akzeptablem Zustand. Genauere Untersuchungen wie am östlichen Pylon erfolgten jedoch damals nicht.
Im Oktober 2017 untersuchten Bauingenieure des Mailänder Polytechnikums um Carmilo Gentile die Spannbetonbalken der Tragseile am westlichen Pylon mit einer neuen Methode: Die Eigenmoden der Schwingungen des Balkens hängen von dem inneren Spannungszustand ab und liefern so indirekte Hinweise auf den Zustand der Tragseile. Es ergaben sich erhebliche Abweichungen vom erwarteten Verhalten bei einer intakten Konstruktion, die – so der vertrauliche Bericht an die Betreibergesellschaft – weitere Untersuchungen erforderten. Insbesondere gab es Anomalien bei den Tragkabeln auf der Südseite des später eingestürzten Pylons, die nach den Bildern der Überwachungskameras zuerst nachgaben. Gentile arbeitete im Auftrag eines Subunternehmers von Autostrada – der ebenfalls zum Atlantia-Konzern gehörenden Spea Engineering – und empfahl die Installation permanenter Sensoren, er hörte danach aber nichts mehr von seinen Auftraggebern. Autostrada bestätigte die Empfehlung, sie habe aber ihrem Eindruck nach nicht dringlich gewirkt und die Installation der Sensoren sei für die im Juni beschlossenen Sanierungsmaßnahmen vorgesehen gewesen. Außerdem beschuldigten sie die amtlichen Stellen, die Genehmigung für die Sanierung der Brücke mit langer Verspätung bearbeitet zu haben.
L’Espresso berichtete am 19. August 2018, dass sich  im Februar 2018 in Genua eine staatliche Kommission aus sieben Ingenieuren getroffen hatte, die die Sanierungsvorschläge der Betreiber beurteilen sollte. Der Autobahnbetreiber, vertreten durch zwei seiner Ingenieure, gab damals zu, dass die Tragseile eine Querschnitts- und damit Tragfähigkeitsreduktion von 10 bis 20 Prozent hatten. Das ergab sich aus Messungen mit Reflektrometrie und Potentialfeldmessung am Westpylon. Eine Sanierung war dringend nötig, wie sich auch aus der Begutachtung anderer Bauelemente ergab. Mitglied der Kommission war auch Antonio Brencich, den Vorsitz hatte Roberto Ferrazza, der auch von der italienischen Regierung zum Chef der Untersuchungskommission für das Unglück ernannt worden war. Brencich erhob Einwände gegen die Prüfmethoden, diese wurden aber heruntergespielt. Er kritisierte, dass keine Gammastrahlendurchleuchtung des Betonstabs mit den Tragseilen in situ erfolgte, und er kritisierte die In-situ-Betontests der Betreiber (SonReb-Methode, kombiniert mit Windsor-Sonde), die wegen zu großer Fehlerspannen wissenschaftlich überholt seien. Er kritisierte auch, dass keine Kernproben des Betons genommen wurden. Trotzdem empfahl die Kommission (einschließlich Brencich), den Vorschlägen der Betreiber für eine Sanierung zu folgen, die im Mai ausgeschrieben wurde und umfangreiche Sanierungsarbeiten an der Tragseilkonstruktion am West- und am Ostpylon vorsah, ähnlich wie in den 1990er Jahren am Ostpylon. Eine Reduzierung des Verkehrs wurde nicht vorgeschlagen und erfolgte auch nicht.

## Betreiber
Betreiber der Maut-Autobahn und verantwortlich für die Wartung der Brücke seit der Privatisierung 1999 ist die Autostrade per l’Italia, die bis 2021 zu 88 % der Atlantia in Rom gehörte, einem börsennotierten Infrastrukturkonzern, dessen größter Anteilseigner – mit 30 % die Luxemburger Sintonia – von der Unternehmerfamilie Benetton kontrolliert wird. Die Polcevera-Brücke war Teil des europäischen Fernstraßennetzes und unterlag somit besonderen Prüf- und Sicherheitsauflagen der EU. Verantwortlich für die Umsetzung der Sicherheitskontrollen war jedoch die italienische Behörde, die den Betreiber mit aktuell gültiger Konzession bis 2042 überwacht.

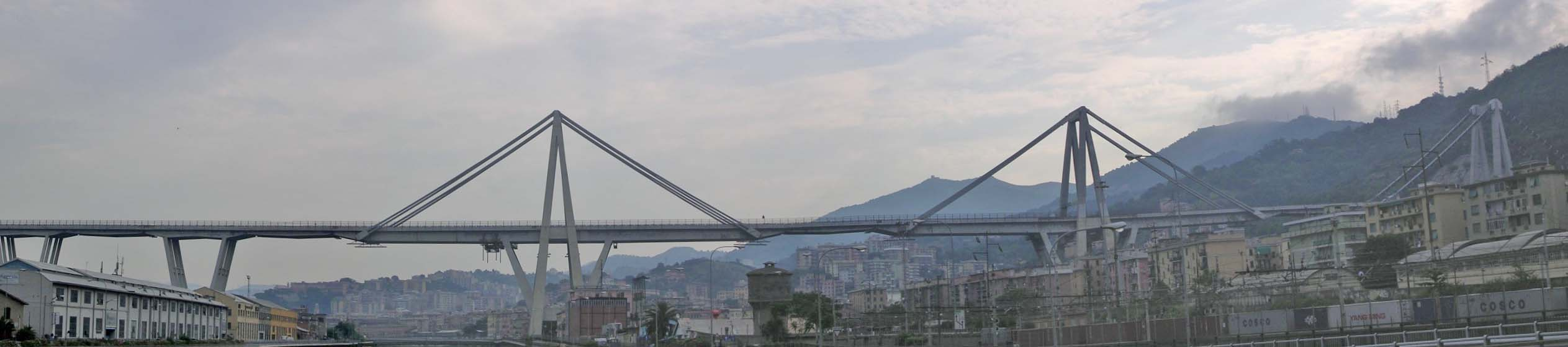
Das Polcevera-Viadukt (2007). 2018 brachen der westliche Pylon (links) und rund 250 Meter der Fahrbahn ein

## Geschichte

### Planung und Bau
Die Brücke wurde von Riccardo Morandi geplant. Sie wurde ab 1962 von der Società Italiana per Condotte d’Acqua gebaut und am 4. September 1967 in Anwesenheit von Präsident Giuseppe Saragat eingeweiht. Die Baukosten betrugen 3,8 Mrd. italienische Lira.

### Instandsetzungsarbeiten
Von 1992 bis 1994 fanden Instandsetzungsarbeiten an den Stahlseilen statt, die teilweise stark korrodiert waren. In der Genueser Zeitung Il Secolo XIX stand 2014, es sei Zeit für den Abriss. Im Mai 2016 erklärte Antonio Brencich, Professor an der Universität Genua und Experte für Stahlbeton: „Es wird der Moment kommen, in dem die Kosten der Instandhaltung höher liegen werden als die Kosten, die Brücke einfach zu ersetzen. Bereits Ende der 1990er Jahre lagen die Ausgaben 80 Prozent über den Baukosten.“ Im Mai 2018 waren Straßenarbeiten im Umfang von 20 Millionen Euro ausgeschrieben worden. Darunter eine Sanierung des Systems der Tragseile am Westpylon und am Ostpylon, ähnlich wie  in den 1990er Jahren am Ostpylon. Die Ausschreibungsfrist endete im September.
Am Morgen des Tags des Einsturzes waren Arbeiten an der Brücke beim eingestürzten Pylon im Gange (Sanierung des Fahrbahnträgers in Richtung Osten, die Arbeiten in Richtung Westen waren 2017 erfolgt). Man brachte neue seitliche Betonschutzwände (Jersey-Barrieren), einen Brückenwagen und ein Auffangnetz unter der Brücke an. Dies war nicht Teil der im Mai 2018 ausgeschriebenen Sanierungsmaßnahmen.
Laut dem Betreiber sind die Instandhaltungskosten in Genua unter anderem wegen der veralteten Infrastruktur generell zweimal höher als im übrigen Italien und speziell bei Brücken viermal so hoch.

### Einsturz 2018 und folgender Abriss

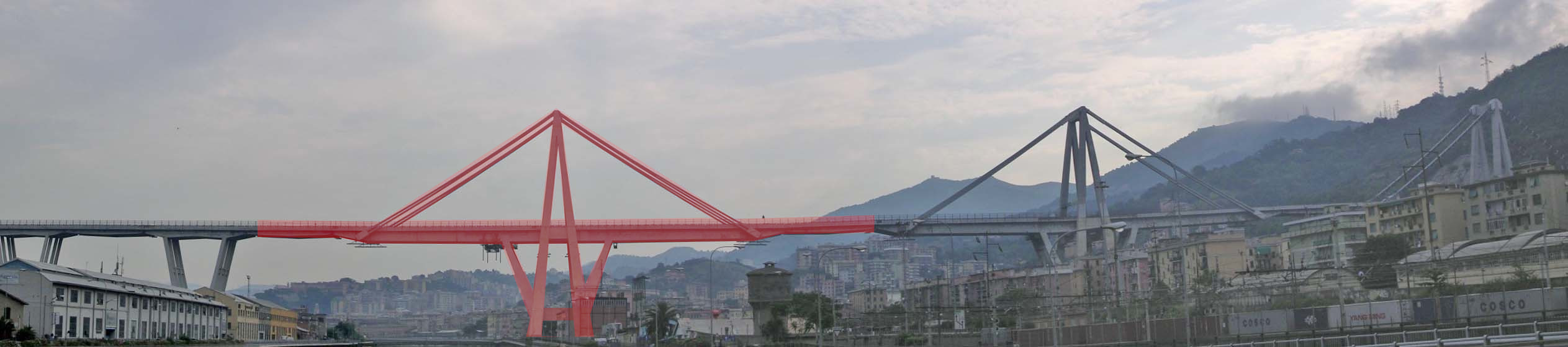
Der eingestürzte Bereich in rot eingefärbt

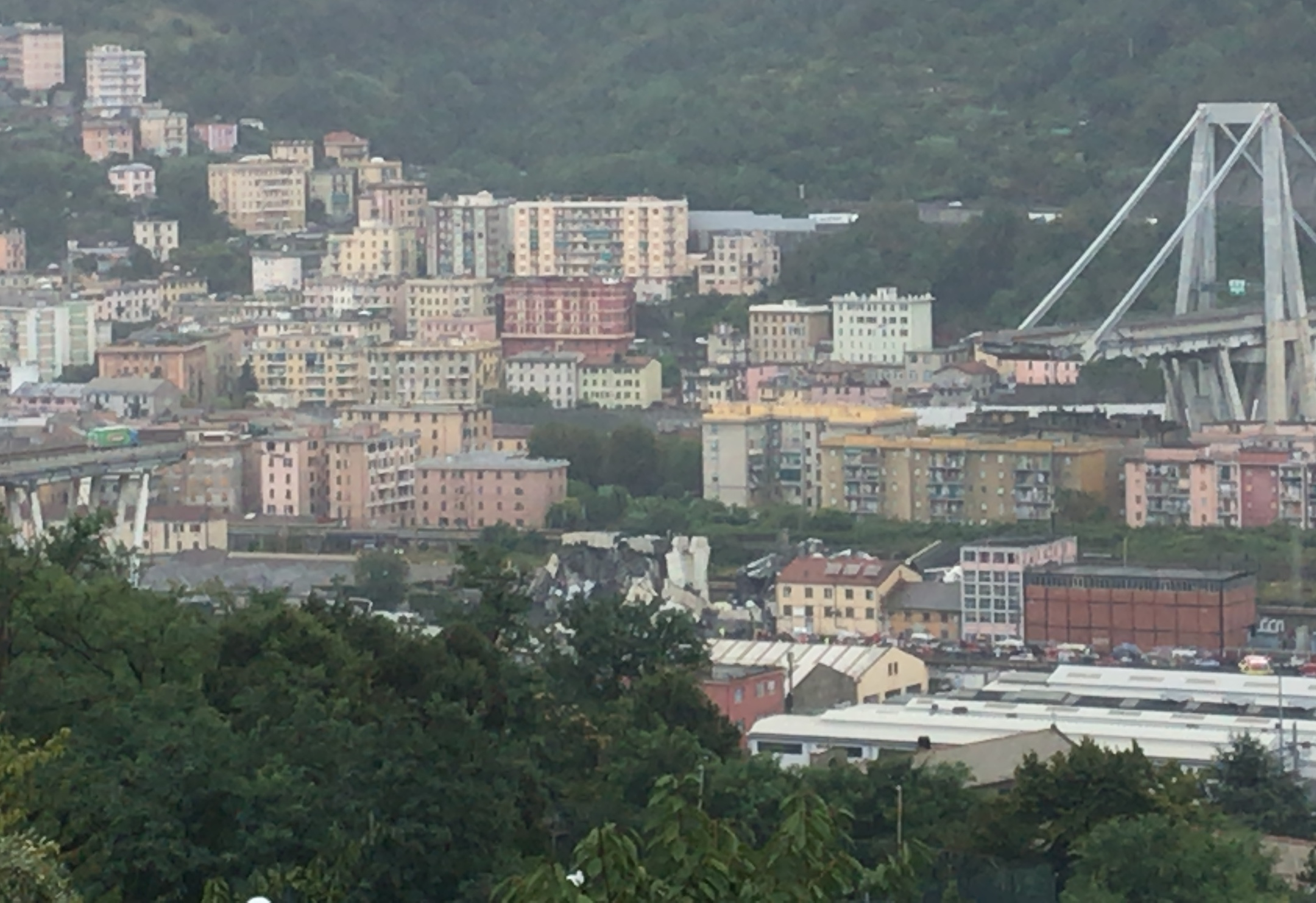
Das teileingestürzte Polcevera-Viadukt am 14. August 2018

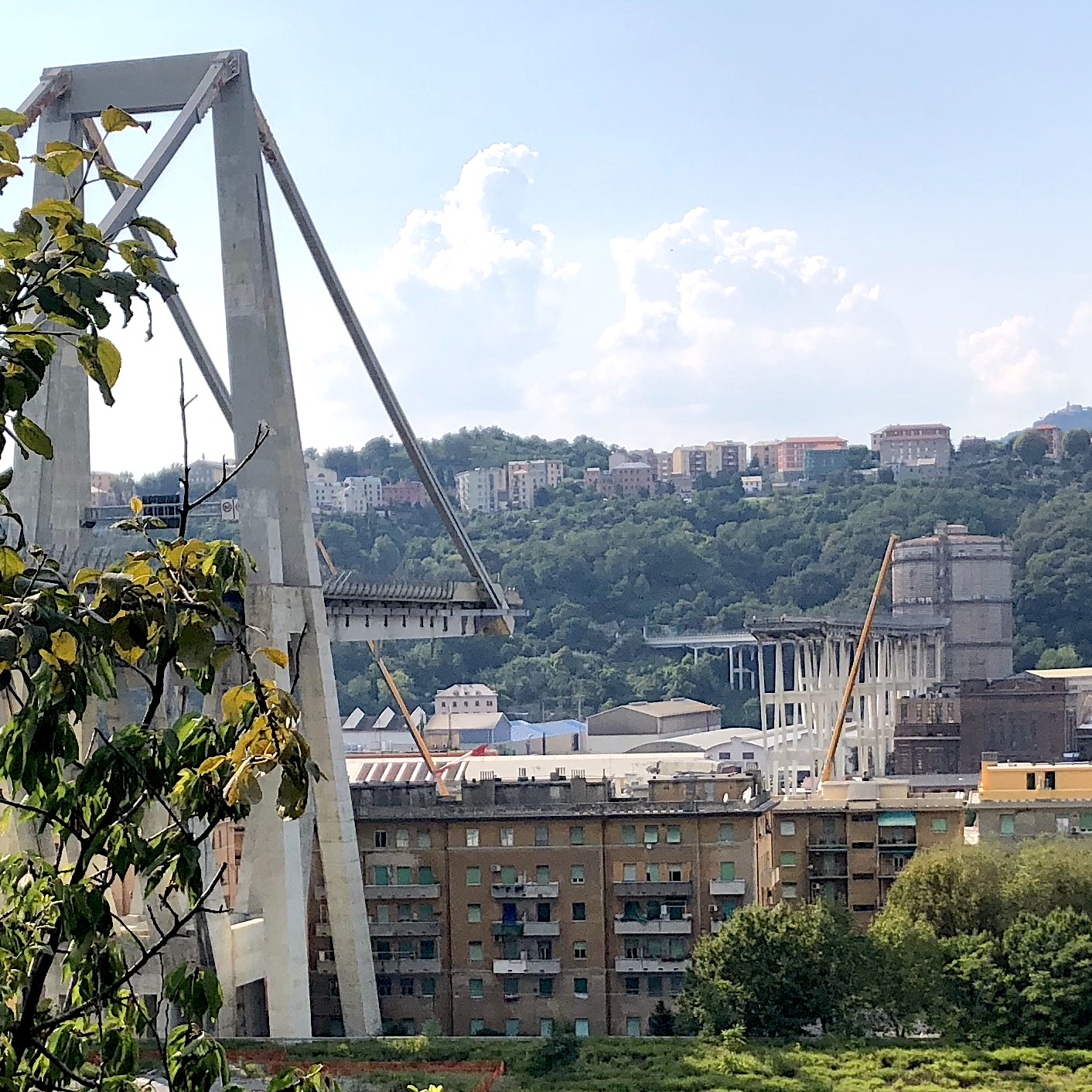
Detail (am 19. August 2018)

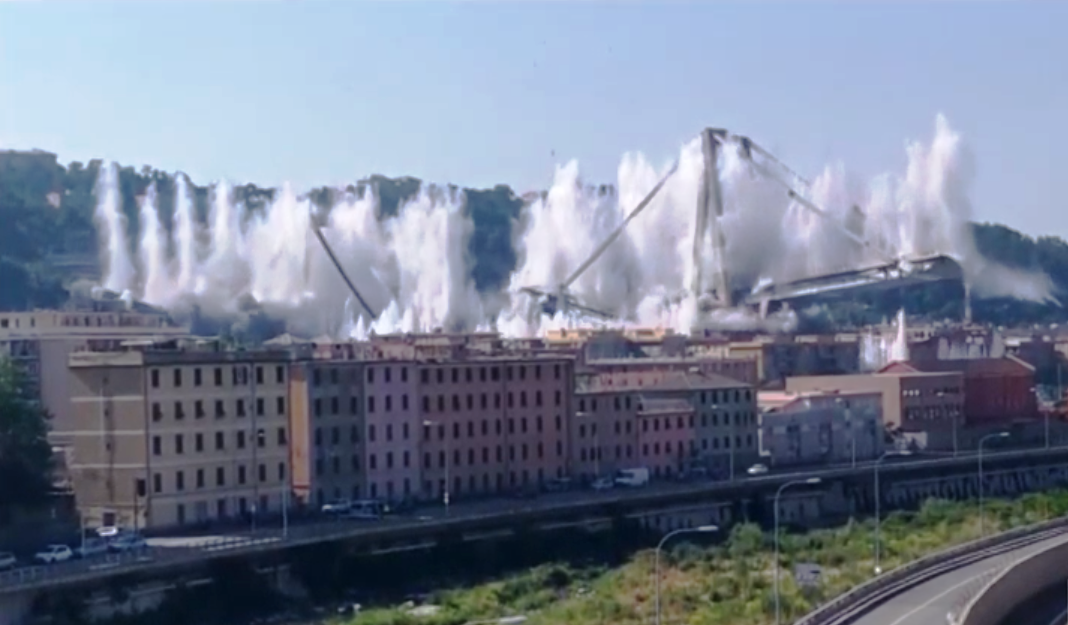
Bild der Sprengung der Ruine des Polcevera-Viadukts

Am 14. August 2018 um 11:36 Uhr stürzte der westliche Pylon zusammen mit den beiderseitigen Einhängeträgern auf einer Länge von 250 Metern ein. 30 bis 35 Personenwagen und drei Lastwagen stürzten in die Tiefe, wodurch 43 Menschen ums Leben kamen. Mehrere Menschen waren teilweise in kritischem Zustand im Krankenhaus. 13 der Todesopfer waren Ausländer (vier Franzosen, drei Chilenen, zwei Albaner, zwei Rumänen, ein Kolumbianer und ein Peruaner). Mindestens zwei Menschen wurden in anliegenden Häusern verletzt, die von Brückenteilen getroffen wurden. Der ehemalige Profifußballtorhüter Davide Capello überlebte den Absturz seines Wagens. Am 19. August wurde die Suche nach weiteren Personen am Unglücksort eingestellt, da es keine Vermissten mehr gab.
Zum Zeitpunkt des Einsturzes gab es Starkregen und Gewitter. Ein Augenzeuge berichtete von starken Schwingungen der Brücke kurz vor dem Einsturz.
Antonio Brencich, der nach dem Einsturz zum Expertenmitglied der Untersuchungskommission der Regierung ernannt wurde, führt den Einsturz auf „Verfallserscheinungen“ zurück. Als Vorsichtsmaßnahme mussten nach dem Einsturz über 600 Personen ihre Wohnungen in der Umgebung der Brücke auf unbestimmte Zeit verlassen. Nachdem verdächtige Geräusche der Brücke vernommen wurden, durften die Anwohner auch nicht mehr kurzzeitig in ihre Wohnungen. Der Regionalpräsident von Ligurien, Giovanni Toti, versprach allen Evakuierten neue Wohnungen in maximal acht Wochen. Der italienische Ministerpräsident Giuseppe Conte rief für eine Dauer von zwölf Monaten den Notstand für die norditalienische Stadt aus.
Im September 2018 wurden erste Auswertungen der Überwachungskameras der Brücke bekannt. Danach gaben zuerst die südlichen Tragseile am eingestürzten Pylon 9 nach. Das sei wahrscheinlich auch die Quelle des von Ohrenzeugen wahrgenommenen Rumpelns gewesen. Daraufhin stürzten die Fahrbahn-Einhängeträger auf beiden Seiten des Pylons ab, anschließend gaben die nördlichen Tragseile nach und zuletzt stürzte der Pylon ein. Diese Ereignisse geschahen innerhalb weniger Sekunden.
Ein im Dezember 2018 bekannt gewordenes vorläufiges Gerichtsgutachten der Eidgenössischen Materialprüfungs- und Forschungsanstalt (Empa) macht mangelnden Unterhalt der Stahlseile am 9. Pfeiler für den Einsturz verantwortlich. Die Stahlseile sollen dort im Mittel zur Hälfte durchgerostet gewesen sein.
Die Abrissarbeiten begannen am 8. Februar 2019 mit einem kleinen Staatsakt. Am 28. Juni 2019 wurden die beiden noch stehenden Hauptpylonen mit einer Sprengung gleichzeitig zu Fall gebracht. Zuvor war der noch im Brückenfeld zwischen den östlichen Pylonen befindliche Einhängeträger mittels temporärer Hilfspfeiler auf den Boden abgesenkt und dort abgebrochen worden.
Am 1. Juli 2019 wurde von den italienischen Behörden ein weiteres Video vom Einsturz der Ponte Morandi veröffentlicht. Dieses zeigt, im Gegensatz zum bisher veröffentlichten Material, den Einsturz aus einer sehr nahen Position. Im Video ist zu sehen, wie das südwestliche Kabel zuerst reißt und der gesamte Pylon mit den darauf fahrenden Fahrzeugen innerhalb von Sekunden zusammenbricht.

## Statische Untersuchungen der Ursachen des Einsturzes
Eine statische Analyse der Brücke mit einer Simulation des Kollapses wurde von Gian Michele Calvi und Kollegen 2019 veröffentlicht und erhielt 2020 den Outstanding Paper Award der IABSE. Grundsätzlich habe die Brücke große Tragfähigkeitsreserven in allen Bereichen gehabt, allerdings sei die Betoneinbettung des Stahls teilweise mangelhaft gewesen. Hauptschlussfolgerung der Autoren ist, dass die Ursache kein progressiver Tragfähigkeitsverlust in einer der Schrägverspannungen etwa durch Korrosion der betonummantelten Tragseile gewesen sei. Das hätte in der Simulation unrealistisch hohe Tragfähigkeits-Querschnittsverluste der Tragseile vorausgesetzt und vor einem Totalversagen zu einem Absenken bzw. Irregularitäten der Fahrbahn führen müssen, die deutlich beobachtbar gewesen wären. Auch ein lokaler Last-Impakt auf kritischen Teilen der Fahrbahn in Verbindung mit Korrosion hätte nicht zum Gesamteinsturz geführt, auch nicht bei Verlust von mindestens zwei der Gerberträger. Stattdessen favorisieren die Autoren ein Versagen der Verbindung von Schrägverspannung zur Fahrbahn (genauer die Südwest-Schrägverspannung des den Einsturz verursachenden Pylons) z. B. durch Ermüdungserscheinungen oder progressive Verschlechterung des Verbindungselements. Sie unterstützten ihre Vermutung durch Simulation des Kollapses mit der Applied Element Method (AEM) und Vergleich mit der Verteilung der Trümmer. Einschränkend machen sie geltend, dass sie nur von den ihnen öffentlich zugänglichen Konstruktionszeichnungen ausgehen konnten und keine Ergebnisse der laufenden forensischen Untersuchungen verwenden konnten, da diese unter Verschluss waren. Selbst die Trümmerverteilung konnten sie nur aus den allgemein zugänglichen Luftbildern bestimmen und nicht aus den Daten der offiziellen Untersuchung.
Eine weitere, im Urteil kritischere Studie von 2019 postulierte den Kollaps, mit einer ebenso eingeschränkten Datenbasis, im Modell bereits für die zwei bis vier Jahre vor dem Unglück von 2018.

## Juristische Aufarbeitung
Die Staatsanwaltschaft gab im September 2018 bekannt, gegen 20 Personen und den Autobahnbetreiber wegen fahrlässiger Tötung und Missachtung von Sicherheitsbestimmungen zu ermitteln. Nach dem Stand vom Dezember 2018 wird gegen den Betreiber, gegen die mit Kontrolle und Unterhalt der Brücke beauftragte Firma SPEA, die ebenfalls zu Atlantia gehört, und 21 Personen Anklage erhoben, neben Angestellten der beiden Firmen auch solche des Verkehrsministeriums. Die Ermittlungen wurden noch nicht abgeschlossen (Stand November 2020). Über eine dpa-Meldung vom 17. Februar 2022 wurde bekannt, dass zwischenzeitlich gegen 59 Beschuldigte und zwei Firmen Anklage erhoben wurden mit dem Vorwurf „mehrfacher fahrlässiger Tötung sowie Verstoss gegen die Sicherheit im Strassenverkehr, Falschaussage und Unterlassung von Amtshandlung.“ Bei den Angeklagten handelt es sich um hochrangige Manager sowie um Fachleute und höhergestellte Beamte des Verkehrsministeriums in Rom. Auch Giovanni Castellucci, der Ex-Chef der Autostrade d’Italia, wurde angeklagt. Die Gerichtsverhandlung begann am 7. Juli 2022.

## Politische Reaktionen und Konsequenzen des Einsturzes
Direkt nach dem Einsturz kam es durch Politiker der 5-Sterne-Bewegung und der Lega Nord zu Angriffen und Schuldzuweisungen in Richtung der Betreibergesellschaft Autostrade per l’Italia. Politiker der 5-Sterne-Bewegung hatten in der Vergangenheit selbst intensiv gegen das zur Entlastung vorgesehene Verkehrskonzept der Gronda  di Genova opponiert. Auf dem Blog der Partei für Genua hatten Autoren in einem Beitrag von 2013 vom „turnusmäßig aufgewärmte[n] Märchen vom bevorstehenden Zusammenbruch der Morandi-Brücke“ geschrieben. Ein Kommunalpolitiker der Partei hatte sich bei der Ablehnung des Entlastungsprojekts in einer Ratsversammlung auf Aussagen des Betreibers berufen, dass „die Brücke noch in 100 Jahren steht“, wenn sie regulär gewartet würde. Auch Beppe Grillo hatte geschrieben, dass die Morandi-Brücke noch gut 50 Jahre ihren Dienst leisten werde. Diese und ähnliche Verlautbarungen wurden in den sozialen Netzwerken nach dem Einsturz der Brücke gelöscht.
Mit der öffentlichen Kritik an Autostrade und deren Konzernmutter Atlantia kam es auch zu Stimmen, die für einen Konzessionsentzug plädierten. Der Aktienkurs von Atlantia wurde zeitweise vom Börsenhandel ausgesetzt und fiel am folgenden Handelstag zeitweise um bis zu 26 Prozent. Alle Wartungen seien vertragsgemäß durchgeführt worden, erklärte Atlantia gleich nach dem Unglück und widersprach damit der Regierung. Giovanni Castellucci, CEO von Atlantia, erklärte, das Unternehmen wolle Entlastungsstraßen bauen, andere Hilfsmaßnahmen in einem Wert von insgesamt etwa 500 Millionen Euro leisten und binnen acht Monaten eine neue Brücke aus Stahl errichten, sofern die nötigen Zulassungen vorlägen. Trotzdem wollte der italienische Innenminister Matteo Salvini (Lega Nord) Autostrade die Konzession für ihr gesamtes italienisches Netz entziehen, wie er am folgenden Tag sagte.
Matteo Salvini kritisierte auch die Europäische Union für Einschränkungen, die diese von Italien, u. a. wegen dessen Haushaltsdefizits, verlangte. Er stellte diese der „Sicherheit der Italiener“ und dem „Recht auf Leben, Gesundheit und Arbeit“ gegenüber und kündigte an, dass jene „Einschränkungen der EU“ künftig die geringere Priorität erhalten würden. Es sei „nicht akzeptabel, auf diese Weise in Italien zu sterben“. EU-Kommissar Günther Oettinger und der Sprecher der Europäischen Kommission, Christian Spahr, wiesen die Vorwürfe Salvinis zurück. Die EU habe vielmehr im April 2018 den italienischen Investitionsplan für Verkehrsprojekte genehmigt; wie das Geld verwendet werde oder wo sie ganz allgemein die Prioritäten in ihren Investitionen setzen, sei aber eine Entscheidung der Mitgliedsstaaten. Die EU habe außerdem im laufenden Haushaltsplan 2,5 Milliarden Euro für italienische Verkehrsprojekte bereitgestellt.
Der EU-Parlamentspräsident Antonio Tajani wies die Kritik ebenfalls zurück und erklärte, die italienischen Probleme seien auf eine hausgemachte Blockade von Investitionsvorhaben zurückzuführen. Von den bis Ende 2020 von der EU zur Verfügung gestellten Strukturfonds-Mitteln in Höhe von 73,6 Milliarden Euro habe Italien bis Ende 2017 nur drei Prozent ausgegeben. Italienische Bauunternehmer beklagten, dass 2018 Infrastrukturprojekte in Höhe von 21 Milliarden Euro in Italien blockiert seien.
Die Swiss Re ist die Erstversicherung der Autobahn.

## Kulturelle Rezeption
Der für seine Filmmusik bekannte Komponist Ennio Morricone schrieb als letztes Stück vor seinem Tod eine vier Minuten lange Hommage an die 43 Todesopfer des Brückeneinsturzes mit dem Titel Tante pietre a ricordare (deutsch So viele Steine zu erinnern). Er entsprach damit einer Bitte des Intendanten des Theaters von Genua. Das Stück für Orchester und Chor wurde bei einem Konzert im Teatro Carlo Felice am 2. August 2020, einen Tag vor der Eröffnung des Ersatzbaus für das Polcevera-Viadukt, aufgeführt.

## Neubau als ViaduktGenova San Giorgio

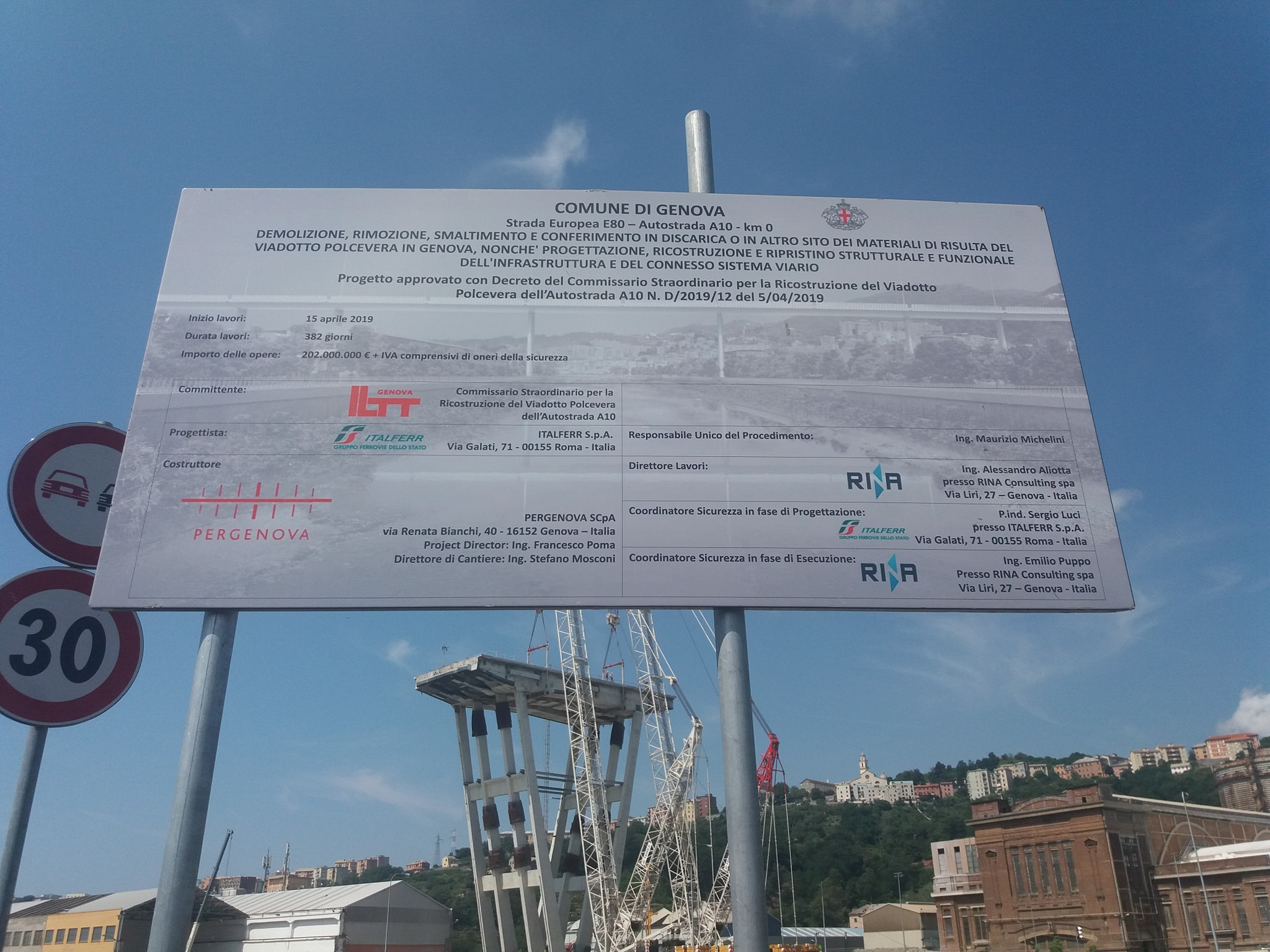
Bauschild während der Errichtung

Mit der Planung des Neubaus wurde der genuesische Architekt Renzo Piano beauftragt, der sich dabei gegen Santiago Calatrava durchsetzte. Der Entwurf von Piano besteht aus einer schlichten, minimalistischen Balkenbrücke. Der 1067 Meter lange Brückenträger hat 19 Felder. 14 sind 50 Meter lang, drei in der Mitte über dem Fluss Polcevera 100 Meter und am Rand je eins 40,9 Meter sowie 26,27 Meter. Der Querschnitt des Trägers in Stahlverbundkonstruktion erinnert an einen Schiffsrumpf, er wird von elliptischen Stahlbetonpfeilern getragen. Ursprünglich sollte es für jedes der 43 Opfer eine hohe Straßenlaterne auf der Brücke geben, was auf 18 reduziert wurde um die Fertigstellung zu beschleunigen. Calatrava hatte drei Entwürfe vorgelegt: eine Schrägseilbrücke, eine Bogenbrücke und ebenfalls einen schlichten Entwurf mit Durchlaufträger.
Mit einem Budget von 202 Millionen Euro errichteten das Bauunternehmen Salini Impregilo sowie die vom italienischen Staat kontrollierten Unternehmen Fincantieri und Italferr (ein Tochterunternehmen der Italienischen Staatseisenbahnen) die neue Brücke. Die auf 430 Millionen Euro geschätzten Kosten für Abriss und Neubau sollte per staatlichem Dekret der Betreiber der Brücke, Autostrade per l’Italia, zahlen, der außerdem von einer Beteiligung an den Abriss- und Baumaßnahmen ausgeschlossen wurde. Dieser kündigte an, dagegen gerichtlich vorgehen zu wollen.
Der Bau begann im März 2019. Am Neubau wurde laut Bürgermeister Marco Bucci jeden Tag 24 Stunden gearbeitet, trotzdem konnte der ursprüngliche Termin für die Freigabe im April 2020 nicht eingehalten werden. Für den mehr als einen Kilometer langen Brückenabschnitt wurden 17.000 Tonnen Konstruktionsstahl verbaut. Das letzte Fahrbahnstück wurde am 28. April 2020 eingesetzt. Aufgrund der Beschränkungen zur Eindämmung der COVID-19-Pandemie gab es an jenem Tag nur eine kleine Zeremonie. Im Juli 2020 fanden Stabilitätstests statt, bei denen die Brücke durch Lkws mit mehr als 2500 Tonnen Gesamtgewicht belastet und geprüft wurde. Die Einweihung der neuen Brücke, mit dem Namen Viadotto Genova San Giorgio (Sankt-Georgs-Viadukt Genua), fand am 3. August 2020 und die Freigabe für den Straßenverkehr am 5. August statt.

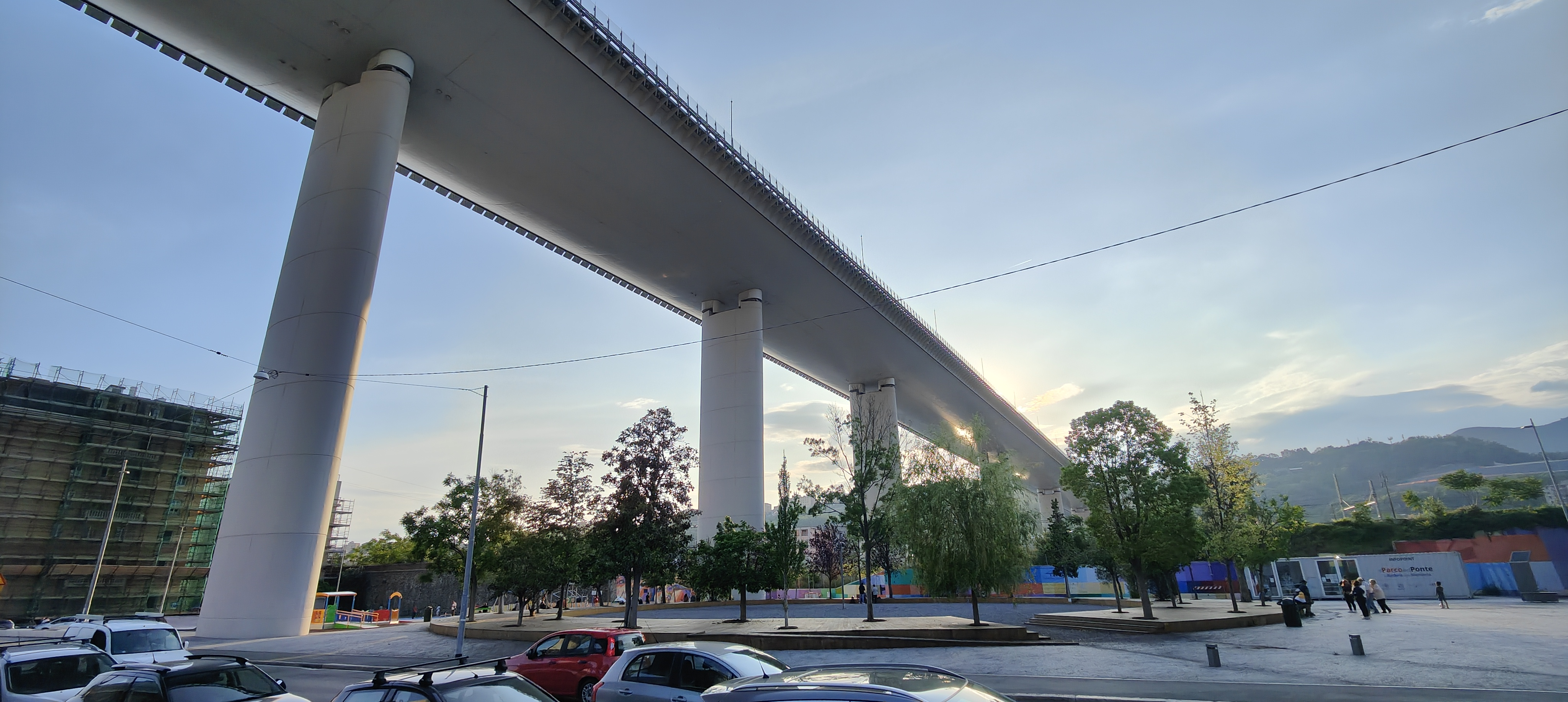
Viadukt Genova San Giorgio, 2023

Bucci hatte 2018 auch einen internationalen Wettbewerb für die Wiedererrichtung des durch den Einsturz teilweise zerstörten Stadtteils angekündigt. Die Jury entschied sich für das Projekt eines Planerteams unter Federführung des Mailänder Architekturbüros Stefano Boeri Architetti. Die Leitstruktur seines Masterplans ist „Il Cerchio Rosso“ („Der Rote Ring“). Durch das von einem leuchtendroten kreisrunden Stahlband optisch markierte Planungsgebiet soll ein rund 1½ km langer Fußgänger- und Fahrradweg unter der neuen Brücke führen, der die Orte des Unglücks und die Siedlungsbereiche beidseits des Flusses miteinander verbindet. Der Weg verknüpft auch ein System von Freiräumen unterschiedlichen Charakters, das „Parco del Polcevera“, auch „Parco del Ponte“ genannt wird, gestaltet nach Entwurf des niederländischen Planungsbüros Inside Outside von Petra Blaisse. Kern des Parks und als erstes realisiert wird eine von dem aus Genua stammenden, in Berlin lebenden Künstler Luca Vitone konzipierte Gedenkinstallation namens „Genua nel bosco“ („Genua im Wald“), bei der für jedes der 43 Todesopfer ein von den Angehörigen ausgewählter Baum gepflanzt wird. Das Architekturkonzept für die Neubebauung des Gebiets entwickelte das Mailänder Büro Metrogramma. Das unter Beteiligung des Stuttgarter Energietechnikbüros Transsolar entwickelte Konzept sieht unter anderem vor, dass alle Bauten erneuerbare Energie erzeugen und einen 120 Meter hohen Windturm. Die schräg unter der Brücke stehenden Wohnblocks sollen abgerissen werden; 266 Familien sind betroffen.